# Ana Martínez (gimnasta)
Ana Mª Martínez Gómez (Alicante, 26 de marzo de 1972) es una ex gimnasta rítmica española que fue componente de la selección nacional de gimnasia rítmica de España en la modalidad de conjuntos.
Durante su carrera deportiva consiguió un total de 3 medallas internacionales oficiales así como 2 Medallas al Mérito Gimnástico y la Copa Barón de Güell. Sus logros más reseñables son las dos medallas de bronce obtenidas en el Mundial de Varna (1987) y la medalla de bronce lograda en el Europeo de Florencia (1986). Abandonó la competición en diciembre de 1987.

## Biografía deportiva

### Inicios

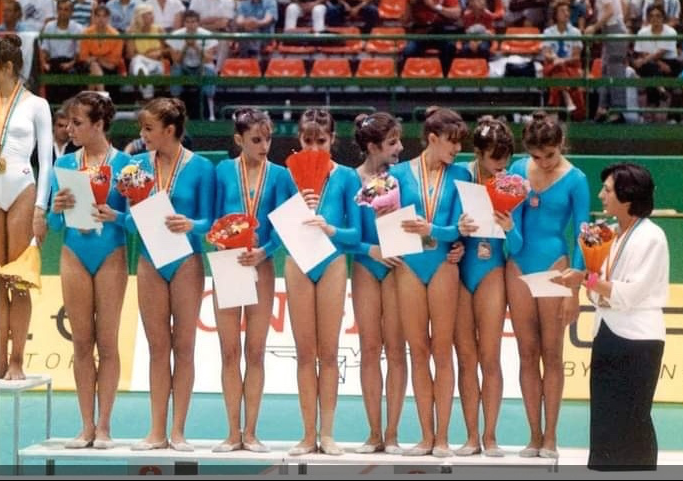
El conjunto español con la medalla de bronce en el Europeo de Florencia (1986).

Inició su carrera deportiva con 8 años de edad en el Colegio Jesús-María de Ciudad de Asís (Alicante), donde su profesora de Gimnasia, Paqui Maneus, la entrenó durante 5 años. Fue Campeona de España Individual, en Málaga 1983 y 1ª clasificada y Medalla de oro en el Torneo Internacional de Francia en Venissieux 1984. En 1985 fue llamada por la selección nacional de gimnasia rítmica de España.

### Etapa en la selección nacional
Entró a formar parte del conjunto español de gimnasia rítmica, donde entrenaría en el Gimnasio Moscardó a las órdenes de la seleccionadora nacional Emilia Boneva y la entrenadora de conjuntos, Ana Roncero. Georgi Neykov era el coreógrafo del equipo. En 1986, como gimnasta titular del conjunto, logró la medalla de bronce en el Campeonato Europeo de Florencia. Las gimnastas que lograron esta medalla fueron: Ana Mª, Natalia Marín, Estela Martín, Marisa Centeno, Eva Obalat (capitana) y Elena Velasco. Un mes después viajaron a Tokio (Japón) para disputar la Final de la Copa del Mundo de Gimnasia Rítmica, donde lograron el 4ª puesto. Todos estos resultados los consiguió en el concurso general de conjuntos, ya que entonces aún no había finales por aparatos al competirse únicamente con un ejercicio. Para 1987 ya sí se implantó en gimnasia rítmica la realización de dos ejercicios por conjunto.

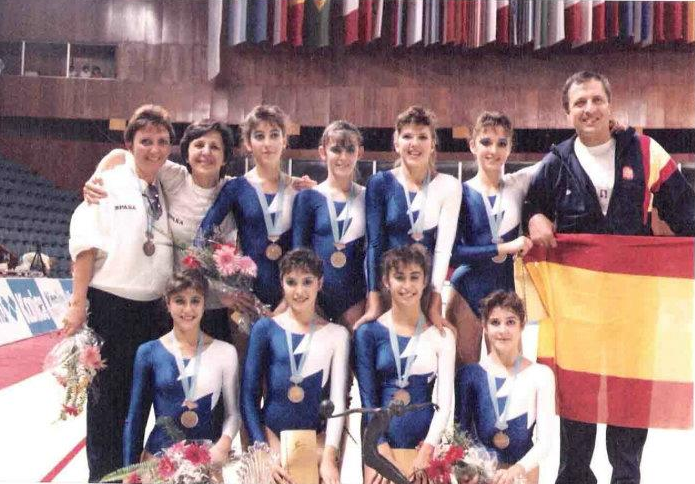
Ana Mª (arriba, 1ª a la derecha) con el conjunto español en el Mundial de Varna (1987).

En septiembre de 1987, en el Mundial de Varna, Ana Mª logró el bronce en el concurso general, el 4ª puesto en 6 pelotas y el bronce en 3 aros y 3 pelotas junto a las gimnastas Natalia Marín, Marisa Centeno, Marta Pardos, Ana Carlota de la Fuente y Elena Velasco, con Astrid Sánchez y Mari Carmen Moreno como suplentes.

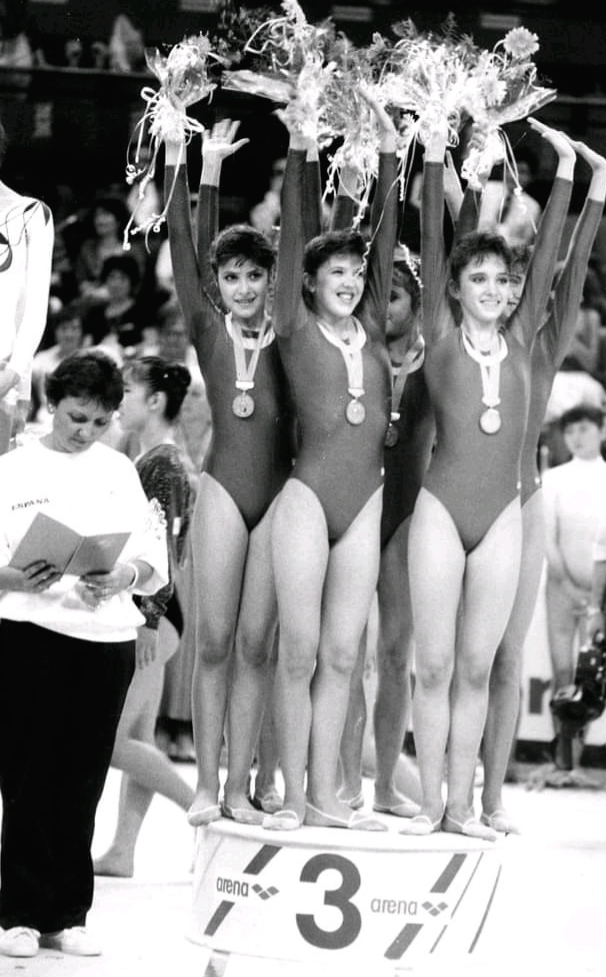
El conjunto español en el podio del Mundial de Varna (1987).

### Retirada de la gimnasia
A finales de septiembre de 1987, tras el Mundial de Varna, Ana Mª se retiró junto a la también alicantina Marisa Centeno.
En 1996 obtiene la Licenciatura de Educación Física en el INEF de Madrid. A partir de 1999 ejerce de profesora en distintos Centros de Enseñanza Secundaria de la provincia de Alicante. De 2005 a 2010 imparte la asignatura de "Fundamentos técnicos, tácticos y didácticos de Gimnasia" en la Universidad Miguel Hernández de Elche, a la 1ª promoción de la Licenciatura en Ciencias de la Actividad Física y el Deporte, como profesora asociada. Desde 2015 trabaja de profesora de Educación Física titular en el IES María Blasco de San Vicente del Raspeig en Alicante.
El 16 de noviembre de 2019, con motivo del fallecimiento de Emilia Boneva, unas 70 exgimnastas nacionales, entre ellas Ana Mª, se reunieron en el tapiz para rendirle tributo durante el Euskalgym. El evento tuvo lugar ante 8.500 asistentes en el Bilbao Exhibition Centre de Baracaldo y fue seguido además de una cena homenaje en su honor.

## Música de los ejercicios
| Año  | Aparatos           | Música                                  |
| ---- | ------------------ | --------------------------------------- |
| 1986 | 3 aros y 3 pelotas | Desconocida.                            |
| 1987 | 6 pelotas          | «Rhapsody in Blue», de George Gershwin. |
| 1987 | 3 aros y 3 pelotas | Desconocida.                            |

## Palmarés deportivo

### Selección española
| 1986 - Campeonato de Europa de Florencia Bronce en concurso general - Final de la Copa del Mundo en Tokio 4º puesto en concurso general - Shanghái Cup Oro en concurso general | 1987 - Campeonato del Mundo de Varna Bronce en concurso general 4º puesto en 6 pelotas Bronce en 3 aros y 3 pelotas |

## Premios, reconocimientos y distinciones
- Copa Barón de Güell al mejor equipo español, otorgada por el CSD en los Premios Nacionales del Deporte (1987)
- Medalla al Mérito Gimnástico, otorgada por la Real Federación Española de Gimnasia (1986-87)[5]
- Mejor deportista del Año en la Gala de Oro de TVE 1986